# Ordre des avocats de Marseille
Barreau de Marseille
L'ordre des avocats (ou barreau) de Marseille est une organisation professionnelle d'avocats refondée en 1810. 

## Historique
L'ordre des avocats de Marseille avait sous l'Ancien régime un syndic à sa tête. À partir du XIXe siècle, à la reconstitution des barreaux, il prend le nom de bâtonnier.

## Syndics (1758 - 1810)[2]
- 1758 : Mes Boissely & Demandolx
- 1759 : Mes Brès & Pastoret
- 1760 : Mes Emerigon & Vitalis
- 1761 : Mes Richard et Chomet fils
- 1762 : Mes Boisson & Roux
- 1763 : Mes Berrin & Samatan
- 1764 : Mes Emerigon & Richard
- 1765 : Mes Lejeans & Boissely
- 1766 : Mes Brès & Jouvens
- 1767 : Mes Pastoret & Francoul
- 1768 : Mes Devilliers Saint Savournin & Capus
- 1769 : Mes Vitalis & Lavabre
- 1770 : Mes Emerigon & Coquet
- 1771 : Mes Berrin & Richard fils
- 1772 : Mes Chomet père & Pastoret
- 1773 : Mes Richard père & Fauchier
- 1774 : Mes Emerigon & Samatan
- 1775 : Mes Brès & Jean-Joseph Rigordy
- 1776 : Mes Martin Croix Sainte & Gignoux
- 1777 : Mes Francoul & Villecrose
- 1778 : Mes Coquet & Devilliers
- 1779 : Mes Samatan & Grosson fus
- 1780 : Mes Capus & Lejourdan fils
- 1781 : Mes Gignoux & Crasp
- 1782 : Mes Pastoret & Pettit
- 1783 : Mes Brès & Christol
- 1784 : Mes Richard & Ollivier
- 1785 : Mes Capus & Dageville
- 1786 : Mes Villecrose & Laget
- 1787 : Mes Pastoret & Laine
- 1788 : Mes Vitalis & Lejourdan, remplacé le 23 mars suivant par Me Auda

## Bâtonniers (1810 - aujourd'hui)[2]
- 1811-1815 : François Desolliers
- 1815-1816 : Jean-Baptiste Cresp
- 1816-1818 : Jean Gras-Salicis
- 1818-1819 : Joseph Christol
- 1819-1821 : Jean Gas
- 1821-1822 : Joseph Christol
- 1822-1824 : Jean-Pierre-Scipion Gas
- 1824-1829 : Joseph Thomas
- 1830-1834 : Claude Nègre
- 1834-1836 : Jean Dumas
- 1836-1839 ; Alexandre Paul
- 1839-1840 : Antoine Geniès
- 1841-1842 : Louis Audiffred
- 1842-1843 : Antoine Dufaur
- 1843-1844 : Antoine Millou
- 1844-1846 : Stanislas Dragoul
- 1846-1847 : Charles Fraissinet
- 1847-1848 : Benoît Burel
- 1848-1849 : Jules Roux
- 1849-1850 : François Sauvaire-Jourdan
- 1850-1851 : Antoine Lecourt
- 1852-1854 : Jules Onfroy
- 1854-1856 : Pierre Meynier
- 1856-1857 : D. Teisseire
- 1857-1859 : Antoine Lepeytre
- 1859-1861 : Etienne Maurandi
- 1861-1863 : Louis Berthou
- 1863-1865 : Charles Hornbostel
- 1865-1867 : Albert Aicard
- 1867-1868 : Jules Roux
- 1868-1870 : Alexandre Clapier
- 1870-1872 : Aimé Ailhaud
- 1872-1874 : Henri Sauvaire-Jourdan
- 1874-1876 : Francis Suchet
- 1876-1878 : Jules Blanchard
- 1878-1879 : Nicolas Negretti
- 1879-1880 : Aimé Faure
- 1880-1882 : Frédéric Barthélemy
- 1882-1884 : Paul Sénès
- 1884-1885 : Alexandre Ronchetti
- 1885-1887 : Ludovic Legré
- 1887-1888 : Herman Barne
- 1888-1890 : Antoine de Jessé-Charleval
- 1890-1892 : Léon Estrangin
- 1892-1894 : Louis Ambard
- 1894-1896 : C. Platy-Stamaty
- 1896-1898 : Lucien Drogoul
- 1898-1900 : Félix Baret
- 1900-1901 : Félix Laugier
- 1901-1902 : Maxence Aubin
- 1902-1904 : Eugène Talon
- 1904-1906 : Joseph Jourdan
- 1906-1908 : Alexandre Pelissier
- 1908-1910 : Aimé Couve
- 1910-1911 : Etienne Gensollen
- 1911-1912 : Albert Aicard
- 1912-1913 : Frédéric Autran
- 1913-1914 : Léopold Dor
- 1914-1919 : Paul Bergasse
- 1919-1920 : Alfred Segond
- 1920-1921 : Nicolas Estier
- 1921-1922 : Abel Nathan
- 1922-1923 : Paul Corticchiato
- 1923-1925 : Augustin Gardair
- 1925-1926 : Wulfran Jauffret
- 1926-1927 : Alphonse Grandval
- 1927-1928 : Victor Vial
- 1928-1930 : Georges David
- 1930-1931 : Henri Gautier
- 1931-1931 : Samuel Bellais
- 1932-1932 : Victor Renaudin
- 1932-1933 : Paul Bontoux
- 1933-1934 : Georges Poilroux
- 1934-1935 : Charles Blanc
- 1935-1937 : Paul Bontoux
- 1937-1939 : Raoul Brion
- 1939-1942 : Emile Chausse
- 1942-1944 : Paul Bontoux
- 1944-1944 : Georges David
- 1944-1945 : Paul Bontoux
- 1945-1946 : Adrien Bousquet
- 1946-1948 : Jean-Baptiste Grisoli
- 1948-1949 : Henri Bertrand
- 1949-1951 : Alfred Blachère
- 1951-1953 : Jacques Lescudier
- 1953-1954 : Paul Scapel
- 1954-1955 : Jean-Jacques Achilli
- 1955-1956 : André Bellais
- 1956-1957 : Marius Roure
- 1957-1948 : Michel Carlini
- 1958-1959 : Louis Cervoni
- 1959-1960 : Charles Carabelli
- 1960-1963 : Marc Renaudin
- 1963-1964 : Henri Rolland
- 1964-1965 : Paul Vence
- 1965-1966 : Marcel Rolland
- 1966-1967 : Alphonse Dubourguier
- 1967-1968 : Christian Bouchard
- 1968-1969 : Vincent Guieu
- 1969-1970 : Pierre Milani
- 1971-1972 : Raymond Guy
- 1972-1972 : Pierre Guerre
- 1972-1974 : Jean Chiappe
- 1974-1976 : André Larderet
- 1977-1978 : Édouard Alexander
- 1979-1980 : Raymond Martin
- 1981-1982 : Roger Malinconi
- 1983-1984 : Marc Greco
- 1985-1986 : Raoul Legier
- 1987-1988 : Pierre Monlau
- 1989-1990 : Henri Bollet
- 1991-1992 : Bernard Molco
- 1993-1994 : Christian Lestournelle
- 1995-1996 : José F. Allegrini
- 1997-1998 : Sixte Ugolinni
- 1999-2000 : Pierre F. Paolacci
- 2001-2002 : Georges Michel Lecomte
- 2003-2004 : Marc Ringle
- 2005-2006 : François Maurel
- 2007-2008 : Marc Bollet
- 2009-2010 : Dominique Mattei
- 2011-2012 : Jérôme Gavaudan
- 2013-2014 : Erick Campana
- 2015-2016 : Fabrice Giletta
- 2017-2018 : Geneviève Maillet
- 2019-2020 : Yann Arnoux-Pollak
- 2021-2022 : Jean-Raphaël Fernandez
- 2023      : Mathieu Jacquier

.
.